# Mariangela Demurtas
Mariangela "Mary" Demurtas (nacida el 4 de noviembre de 1981, en Ozieri, isla de Cerdeña Italia), es una cantante italiana de rock y  metal. Mayormente conocida por haber sido la vocalista  del grupo gótico y de doom metal noruego Tristania, a la cual ingresó en el año 2007 en reemplazo de Vibeke Stene.  
En su carrera, Mary ha sido vocalista da banda Reel Fiction . antes de entrar en Tristania, y sus influencias son  Diamanda Galas, Lisa DalBello, Skin, Chris Cornell y Jeff Buckley.

## Biografía
Demurtas nació en Ozieri, Cerdeña en 1981, pero creció en Bitti - un municipio de la provincia de Nuoro, en la región de Cerdeña - a partir de 1998; incluso durante la escuela secundaria, Mari  (como le gusta llamarse) participó en un programa de intercambio cultural a través de la Asociación Intercultura-AFS en la República Dominicana, por lo que aprendió a hablar español.
Completó su curso científico en Ozieri, y se trasladó a Sassari - provincia italiana de la región de Cerdeña - donde se matriculó en la Facultad de Lenguas y Literatura, en la que, unos años más tarde, se graduó en Literatura. Actualmente, tiene un posgrado en Letras.
Durante sus años de la universidad, se unió al elenco de una compañía de teatro. Una vez que completó su graduación, Mary se trasladó a Milán, ciudad donde vivió hasta que se incorporó a la banda de metal sinfónico noruega Tristania.

## Carrera musical
Después de haber cantado desde la infancia en los concursos musicales en su país de origen y, a partir de la adolescencia en bandas italianas de bajo renombre - por ejemplo: "Reel Fiction" -. su reconocimiento mundial se dio hasta que se unió a Tristania.  
De voz potente y grave, le ha impuesto mucho dinamismo y entrega en la gira de conciertos que han efectuado hasta el momento, interpretando los temas que grabaran con Vibeke Stene, quien se marchó poco después de grabar el álbum Illumination en febrero de 2007.
El 19 de octubre del 2007, mediante un comunicado en su página oficial tristania. Tristania anunció su incorporación como vocalista estable en la banda.
En ese sitio, los antiguos miembros dijeron que la nueva chica “es la cantante que Tristania estaba buscando, pero que no se atrevió a esperar”, y que “posee una voz y un talento que no sólo complementará a la banda, sino que también le dará una nueva dimensión. Ella está segura que introducirá una nueva era a Tristania.”
Según la opinión del propio grupo, ella ha llevado una nueva dimensión al trabajo de Tristania al interpretar las canciones del “Illumination” lanzado en 2006, aún con la vocalista Vibeke Stene. “Mary tiene un temperamento agresivo en los escenarios, todo lo que Østen quería. Tiene experiencia en teatros, además de hacer deporte desde niña, ambos aspectos que añadieron, ciertamente, el carácter a su persona”.
También dijeron: “Mary trae una nueva dimensión al viejo así como el nuevo material de Tristania. Es una fuerza creativa, y la banda seguramente se encuentra con otra mente brillante cuando trabaja en el nuevo material.” ”Trae temperamento y agresividad a la etapa, para complementar bien a Østen.”

## Vida personal
Mary sabe hablar varios idiomas (entre ellos el inglés y el español a la perfección). Por motivos de sus nuevos compromisos musicales se debió de trasladar a Stavanger, Noruega para estar más cerca de la banda.
No es la primera vez que vive fuera de Italia, pues a los dieciséis años estuvo un año estudiando en la República Dominicana por algunos años de su adolescencia.
Después de varios años de relación sentimental, la cantante contrajo matrimonio el 13 de septiembre de 2015 con el guitarrista de la banda portuguesa Moonspell, Ricardo Amorim. Regularmente viven en Lisboa y ambos fueron padres de Lorenzo, nacido en 2017. Durante su maternidad en Portugal, Mary formó un proyecto musical de folk metal llamado Luminosa, junto a Ana Figueiredo e Ivo Conceição.

## Discografía

### Con Tristania
- Rubicon - (2010)
- Darkest White - (2013)